# Stephen P. A. Fodor
Stephen Philip Alan Fodor (* 1953 in Seattle, Washington) ist ein US-amerikanischer Genetiker und Unternehmer. Er ist Gründer des Biotechnologie-Unternehmens Affymetrix und einer der Pioniere der DNA-Chip-Technologie.

## Leben und Wirken
Fodor erwarb an der Washington State University einen Bachelor in Biologie und einen Master in Biochemie. 1985 erwarb er an der Princeton University einen Ph.D. in Chemie. Seine Dissertation trug den Titel Ultraviolet Resonance Raman Spectroscopy of the Nucleic Acids. Als Postdoktorand arbeitete er mit einem Stipendium der National Institutes of Health an der University of California, Berkeley, von wo er 1989 an das Affymax Research Institute in Palo Alto, Kalifornien, geworben wurde. Hier war es seine Aufgabe, gemeinsam mit Lubert Stryer und anderen Arrays (molekularbiologische Untersuchungssysteme) zu miniaturisieren, was zur Entwicklung von Microarrays und schließlich der DNA-Chip-Technologie führte. Zur Verbesserung der Methode gründete Affymax 1993 das Tochterunternehmen Affymetrix, deren Gründer und Leiter Fodor wurde.
Die Methoden von Fodor und Mitarbeitern machten großangelegte Genom-Analysen wie das Humangenomprojekt erst möglich. Zu den zahlreichen Anwendungen der Verfahren gehören zudem Analysen der Antibiotika-Resistenz-Gene von Mikroorganismen (Antibiotikaresistenz) oder der Krebsgene eines Tumors (Tumorsuppressoren, Onkogene).

## Auszeichnungen (Auswahl)
- 1990 Newcomb Cleveland Award der American Association for the Advancement of Science (AAAS)[2]
- 1998 Jacob Heskel Gabbay Award in Biotechnology and Medicine (mit Patrick O. Brown)[3]
- 2002 Takeda Foundation Award
- 2002 Economist Innovation Award for Nanotechnology
- 2002 Oxford Bioscience Award
- 2006 Europäischer Erfinderpreis
- 2009 Mitglied der National Academy of Engineering[4]
- 2016 Fellow der American Association for the Advancement of Science